# جامعة تسوكوبا
جامعة تسوكوبا باليابانية (筑波大学, Tsukuba daigaku) وبالإنجليزية تكتب University of Tsukuba تقع في مدينة تسوكوبا بمحافظة إيباراكي في منطقة كانتو. تعتبر واحدة من أشهر الجامعات اليابانية. ولها أكثر من 28 كلية بمجموع 15,000 طالب (عام 2003).
أنشأت الجامعة في أكتوبر من عام 1973 ميلادية. صُنفت الجامعة بالمركز 9 إلى 17 من كل الجامعات في المنطقة الآسيوية التي تغطي تقريبا ثلث سكان العالم. كما يوجد بها العديد من حملة جوائز نوبل العالمية منهم ليو إساكي، هيديكي شيراكاوا وشينيتشيرو توموناغا.
في 11 من يوليو 1991، طعن حتى الموت المترجم الياباني هيتوشي ايقاراشي المترجم كتاب آيات شيطانية إلى اللغة اليابانية ووقع ذلك في مكتبة بجامعة تسوكوبا.

## مراجع

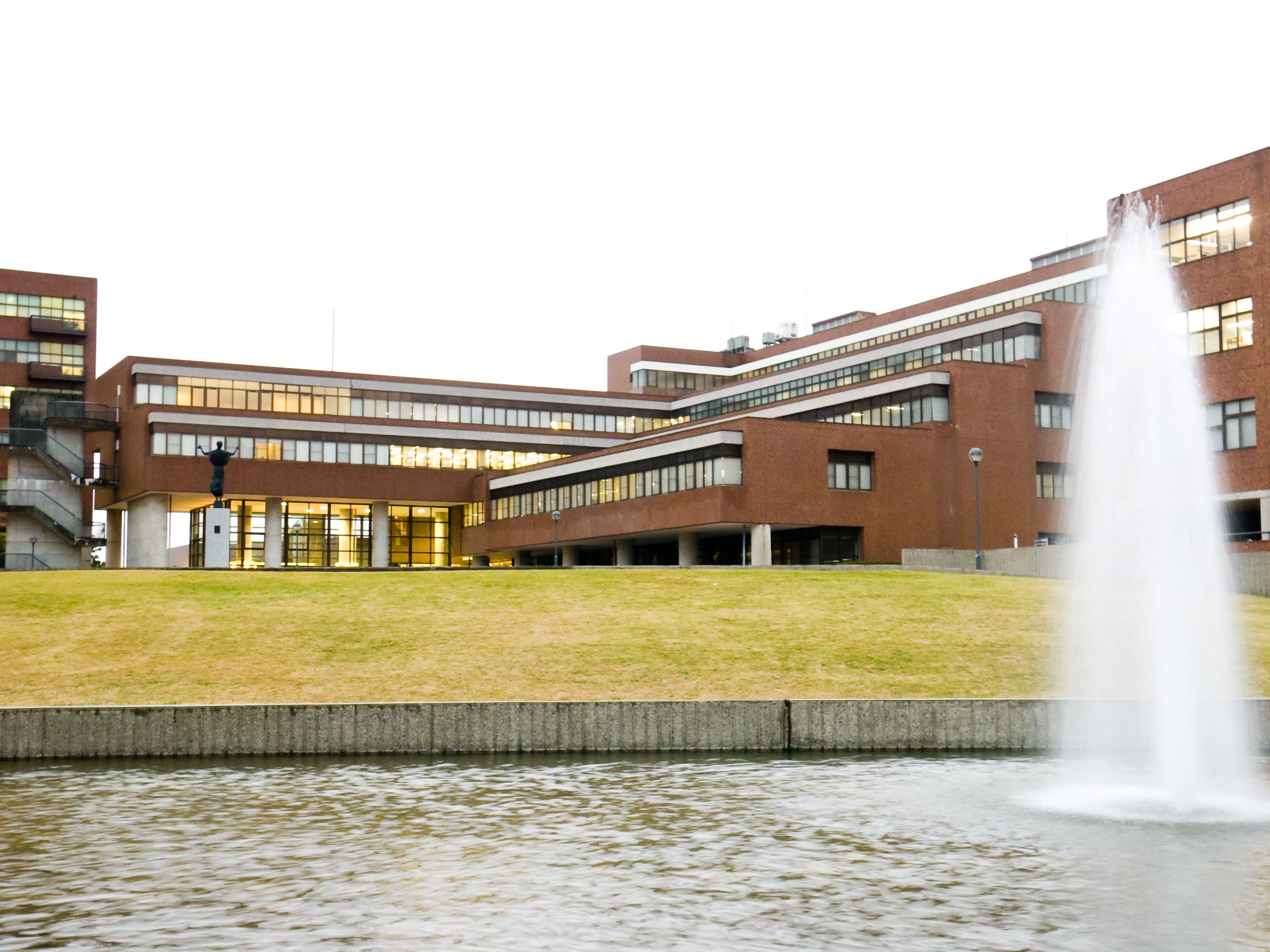
جامعة تسوكوبا عام 2008